# Königsmoschee (Elbasan)

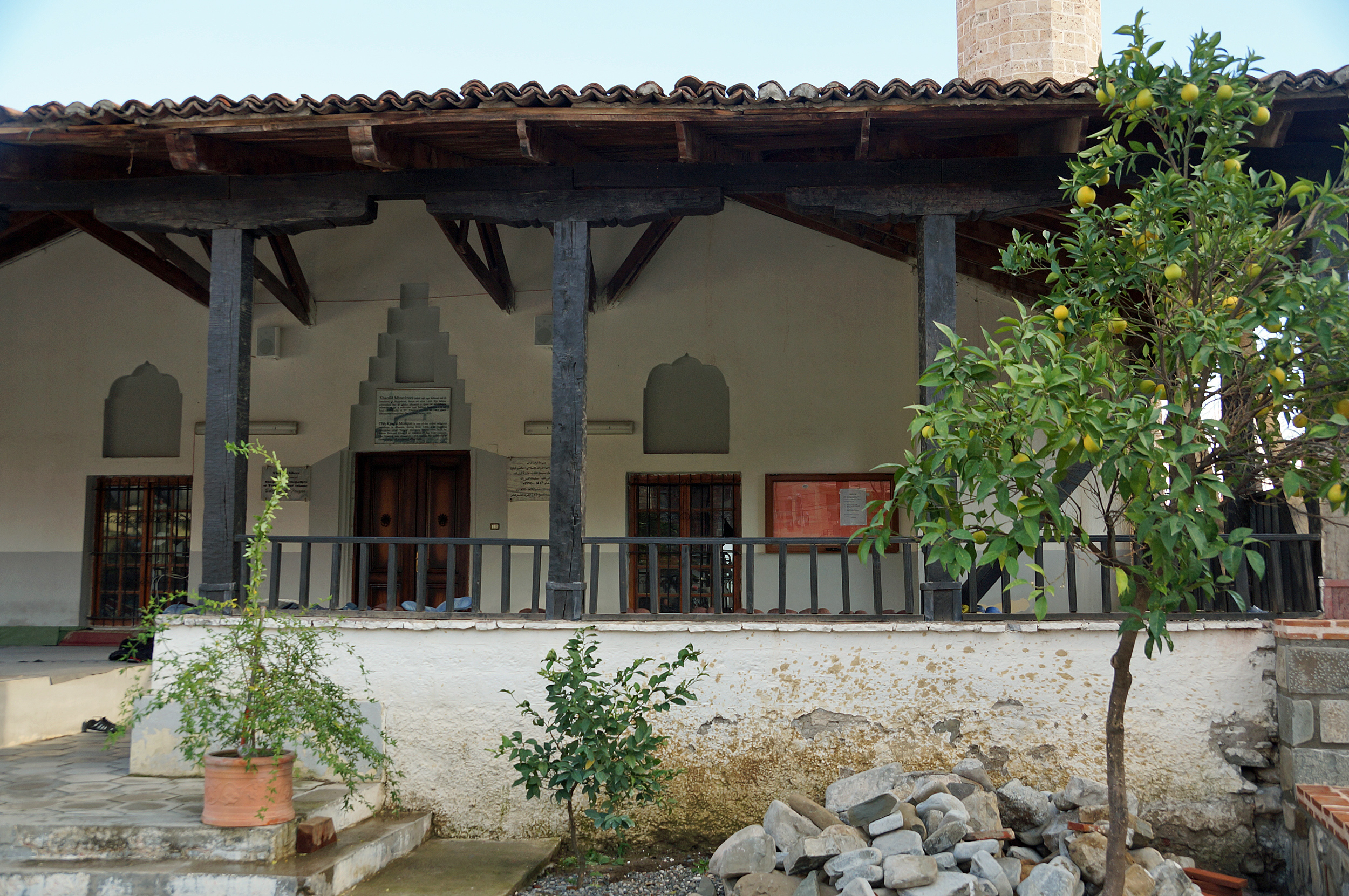
Vorhalle und Eingang kurz nach Abschluss der Restaurierungsarbeiten im Herbst 2013

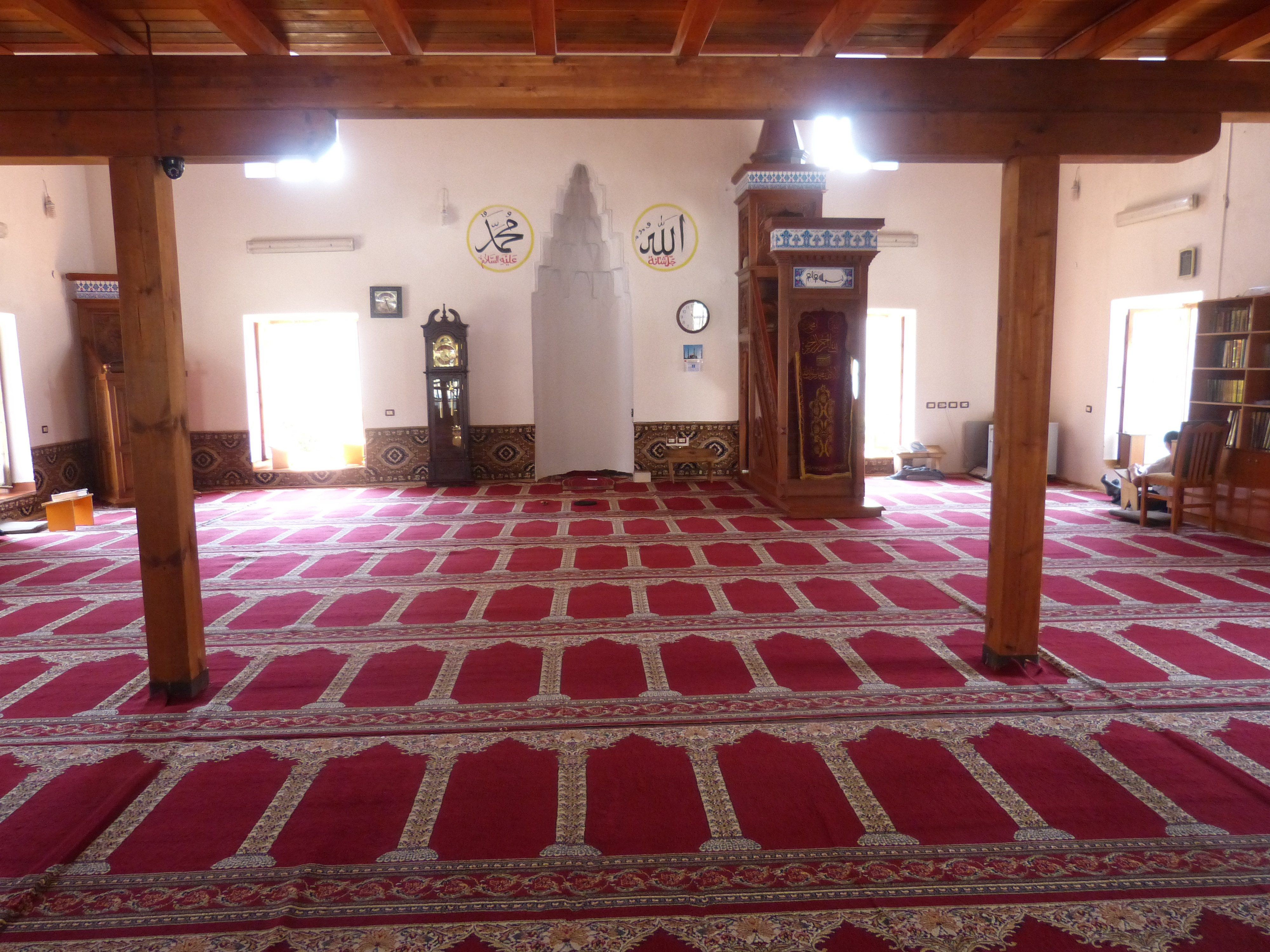
Innenraum der Königsmoschee mit Mihrāb und Minbar

Die Königsmoschee (albanisch Xhamia e Mbretit/Xhamia Mbret) im zentralalbanischen Elbasan gilt als älteste erhaltene Moschee des Landes. Die am Ende des 15. Jahrhunderts errichtete Moschee liegt in der alten Stadt innerhalb der Festungsmauern. Seit 1948 zählt sie zu den Kulturdenkmälern Albaniens.
Die genaue Entstehung der Moschee ist nicht bekannt. Der islamische Kunsthistoriker Machiel Kiel bringt die Gründung der Moschee mit den Aktivitäten zum Wiederaufbau Elbasans von Sinan Pascha Borovinić in Zusammenhang und vermutet, dass der Bau aus dem späten 15. Jahrhundert oder vielleicht aus dem frühen 16. Jahrhundert stammt. Andere Quellen bezeichnen 1492 als Baujahr. Stilistisch passt die Moschee zu anderen Gotteshäusern, die auf Anordnung des osmanischen Sultans Bayezid II. nach seiner Reise durch Albanien Ende des 15. Jahrhunderts errichtet wurden, wie auch die Königsmoschee von Berat.
Die Moschee besteht aus dem viereckigen Gebetsraum, dessen Seiten rund 14 Meter lang sind. Davor liegt eine großzügige, hölzerne Vorhalle und in der Nordwestecke steht das Minarett. Der Gebetsraum wurde von einem schräg verlaufenden, hölzernen Bogengang aus drei Säulen in zwei Bereiche geteilt.
Die Moschee war die größte und wichtigste der Stadt. Evliya Çelebi berichtet von seinem Besuch im Jahr 1671, dass sich unzählige Reisende auf den Mauern der Moschee verewigt hätten. Im 19. Jahrhundert wurden Restaurierungsarbeiten durchgeführt, wobei wohl auch diese Graffiti entfernt wurden.
Nach dem Religionsverbot in Albanien im Jahr 1967 wurde das Gebäude umgenutzt und verändert. Es diente als Zentrum für politischen Volksunterricht. 1979 stand vom Gebäude nur noch der Gebetsraum – das Minarett war niedergerissen und die Vorhalle durch einen einfachen Anbau ersetzt worden.
Im Jahr 2013 wurde die Moschee umfassend und originalgetreu restauriert. Auch das Minarett wurden neu errichtet.